# La Soledad-templom (Mexikóváros)
A La Soledad-templom (teljes spanyol nevén Iglesia de la Santa Cruz y la Soledad) Mexikóváros történelmi belvárosának egyik műemléke.

## Története
A templom története a 16. században kezdődött. A spanyol hódítás után a Quauzingónak nevezett helyen felépült egy Szent Keresztnek szentelt kápolna, amely a San Pabló-i plébániához tartozott, és amelyet a ferencesek igazgattak. Ők azonban később, Alonso de Montúfar érsek idején lemondtak róla, és átengedték a szekuláris klérusnak. 1574. december 23-án II. Fülöp spanyol király a San Pabló-i plébániát, és ezzel együtt a Szent Kereszt-kápolnát az Ágoston-rendnek adta, akik a Mennybemenetel titulust rendelték hozzá, 1612-ben pedig priorátussá tették. Ezt a rangot 1619-ben elvesztette, 1633-ban pedig különvált a San Pabló-i plébániától is, és önálló indiánplébániává alakult, továbbra is az Ágoston-rend felügyelete alatt. A kápolna mintegy 200 éven át szinte változatlan formában állt, de ezután egy új, plébániaközponthoz méltó épületet építettek helyette, amelyet 1731. október 27-én szenteltek fel.

1750-ben Manuel Rubio y Salinas a szekuláris klérushoz rendelte a plébániát, amely ezután felvette védőszentnek a Magányos Szűzanyát (Virgen de la Soledad), ezzel együtt a La Soledad címet. Egy Antonio de Torres nevű pap a sekrestyében elhelyezkedő, életnagyságú Mária-szobornak kicseréltette megkopott ruházatát, és bevezette a szobor kultuszát, amely ezután nem csak Mexikóvárosban, hanem szélesebb körben is elterjedt, még másolatok is készültek róla (például a San Pedro Cholula-i San Pablo Tecamac-templomban). Az 1750-es évektől 1789-ig az épület Gregorio Pérez Cancio pap gondjaira volt bízva: 1772 és 1787 között bővítési és szépítési munkálatok zajlottak a templomban, amelyekben a kor legjelesebb művészei vettek részt. Így a 18. század végére lényegében kialakult az épület ma is látható formája.
1903-ban a főoltár retablóját egy gótikus jegyeket mutató fehérmárvány oltárra cserélték. Ezekben az időkben működött itt a Mária Makulátlan Szíve Egyesület, amelynek jótékonysági tevékenységet folytató nők voltak a tagjai, illetve egy filharmonikus zenekar is, amely minden nagyhéti és pünkösd előtti pénteki vallási eseményen zenélt.
A mexikói forradalom után működő, egyházellenes Calles-kormány 1925-ben José Joaquín Pérez Budar vezetésével megpróbálta létrehozni a Vatikántól független Mexikói Apotsoli Katolikus Egyházat, akiknek ezen év februárjában oda is adták ezt a templomot, erőszakkal elzavarva belőle az addig itt dolgozó papot és vikáriusokat. Válaszként két nappal később José Mora y del Río érsek olyan körlevelet bocsátott ki az összes plébániára, amelyben kiközösítéssel fenyeget mindenkit, aki a templom kapuit csak meg is közelíti. Mivel az új egyház nem kapott pénzügyi támogatást, kénytelenek voltak elzálogosítani a híres Mária-szobrot és egyéb értékes templomi tárgyakat. Ezeket később az érsekség vissza tudta szerezni. A következő napokban a római katolikus hívek is az erőszak útjára léptek, hogy visszafoglalhassák templomukat, az események pedig arra kényszerítették Calles elnököt, hogy Pérezt eltávolítsa a templomból (helyette egy másikat kapott meg). Azonban még ekkor sem a római katolikusokhoz kerültek vissza a létesítmények, hanem az Oktatási Minisztériumhoz, akik könyvtárat rendeztek be benne. Végül az állami intézmények 1930. július 22-én vonultak ki a templomból, ekkor kapták vissza azt eredeti tulajdonosai.
Lázaro Cárdenas elnök idején melléképületét indiánházzá alakították. 1939. március 24-ről 25-re virradó éjjel a templomból elloptak hat darab nikkelezett réz gyertyatartót, 1941-ben két ezüst ostyatartót és egy ezüst ereklyetartót, 1970. január 17-én pedig egy busz ütközött az épületnek, megrongálva a kaput és az egyik falat.
Az 1931. február 9-én műemlékké nyilvánított templomot 1982-ben felújították.

## Leírás
A templom Mexikóváros történelmi belvárosának keleti, Venustiano Carranza kerület nyugati részén található a Plaza de la Soledad téren.
Az épület főhomlokzata nyugat felé néz, ennek északi és déli sarkán egy-egy olyan torony is áll, amelyek alsó része szögletes, felső része kerek keresztmetszetű. A homlokzati falat három kapu tagolja, amelyek között a földszinten két szoborfülke látható, ezek fölött és a középső kapu fölött pedig még összesen három. A háromhajós, klasszicista stílusú templom egyik legjellegzetesebb eleme a nyolcszög alaprajzú kupola. A főhajót hat oszlop szegélyezi, a mindhárom hajó szélességében végighúzódó karzatot három boltív támasztja alá. Az oltár márványból, a keresztelőkút fából készült. Oldalfalain és a kupolán 8–8 ablak nyílik.
A templomban több értékes szobor és 18. századi festmény is található.

## Képek

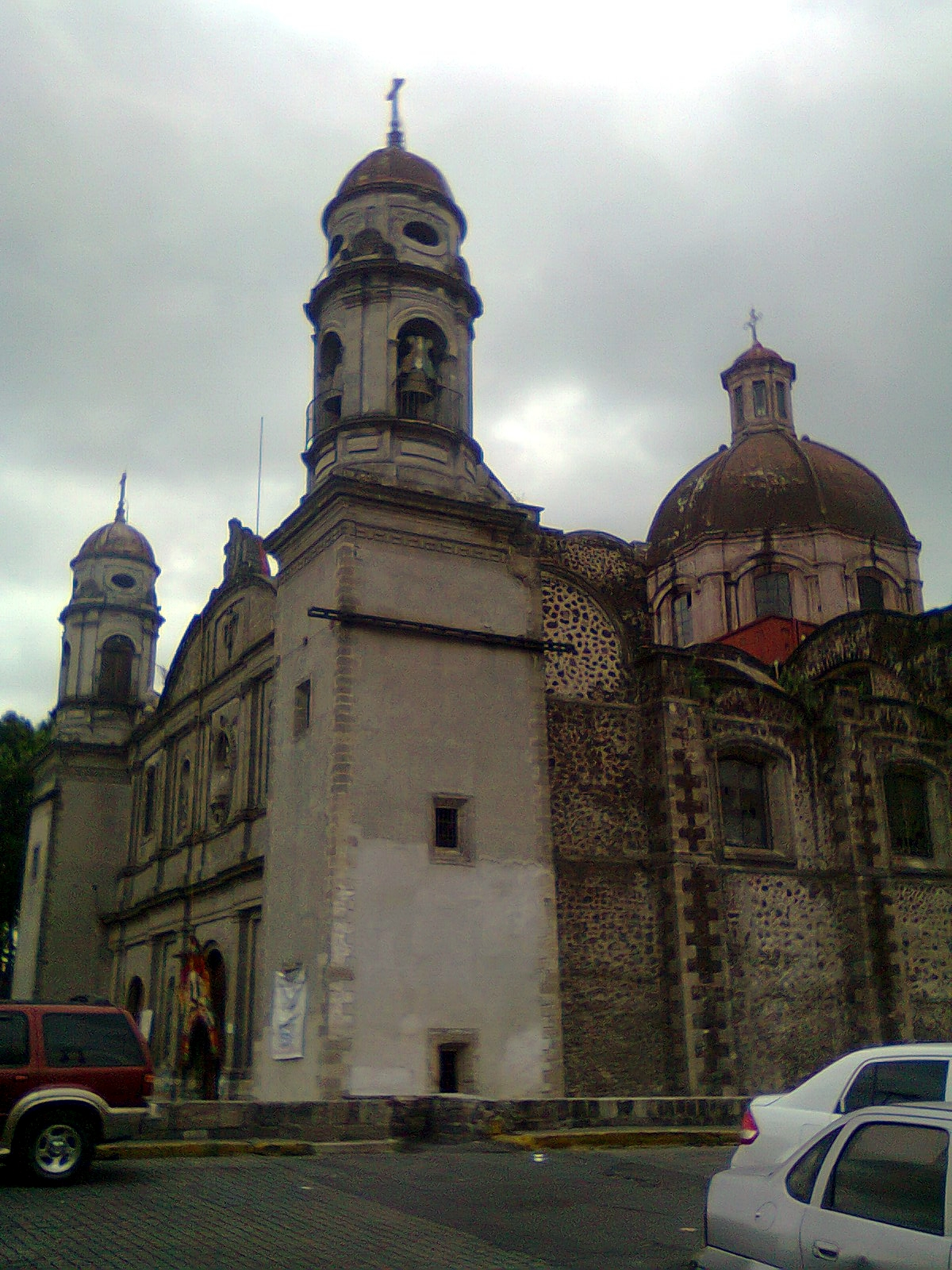
Oldalról nézve
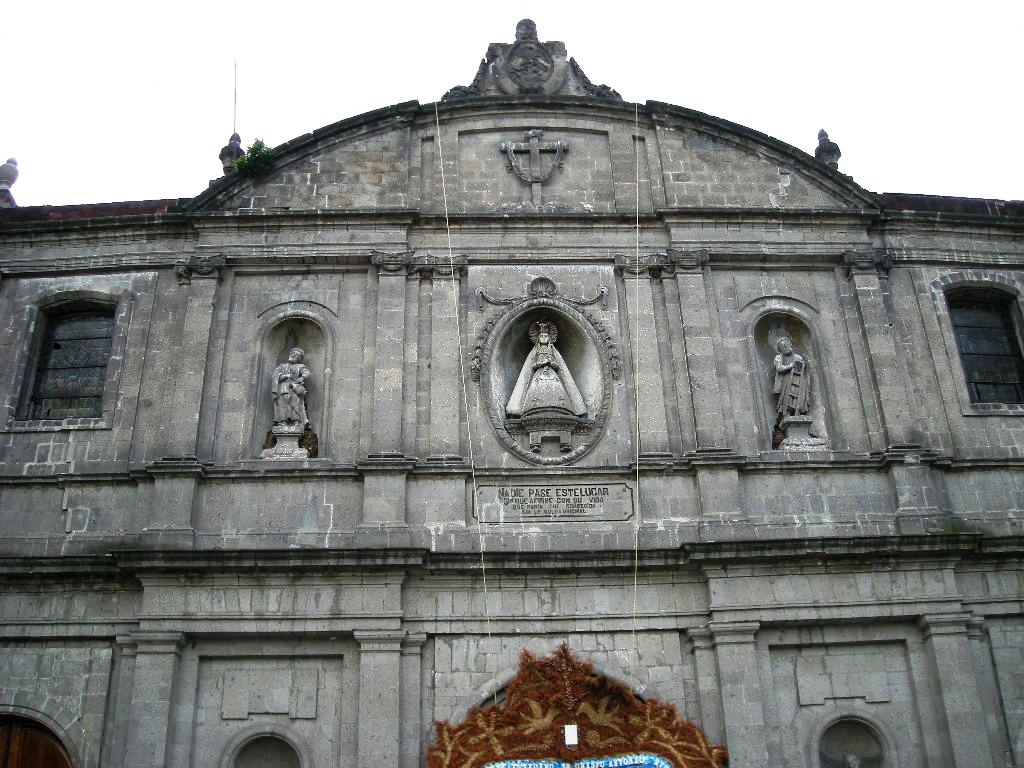
Homlokzati részlet
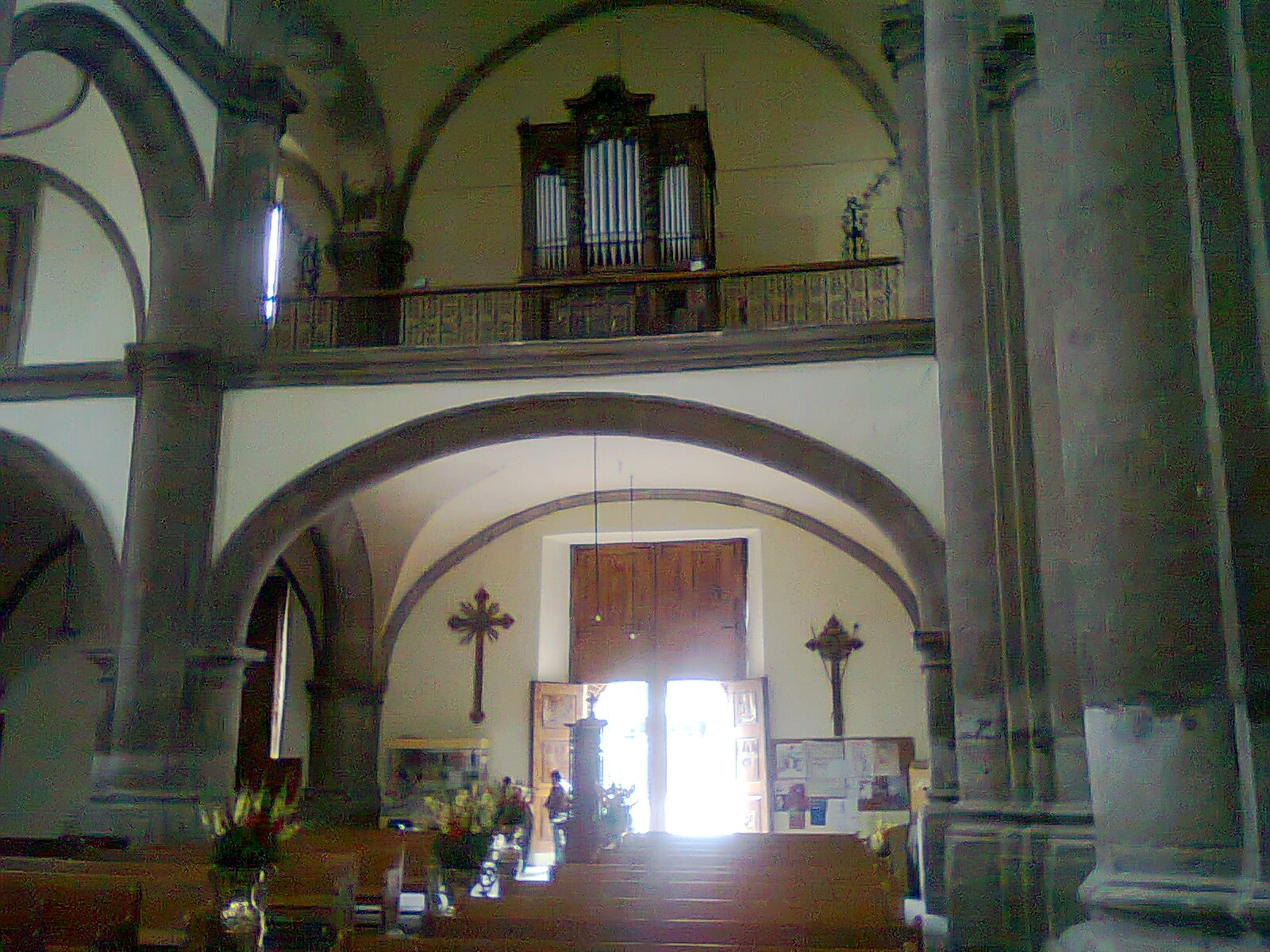
Templombelső az orgonával
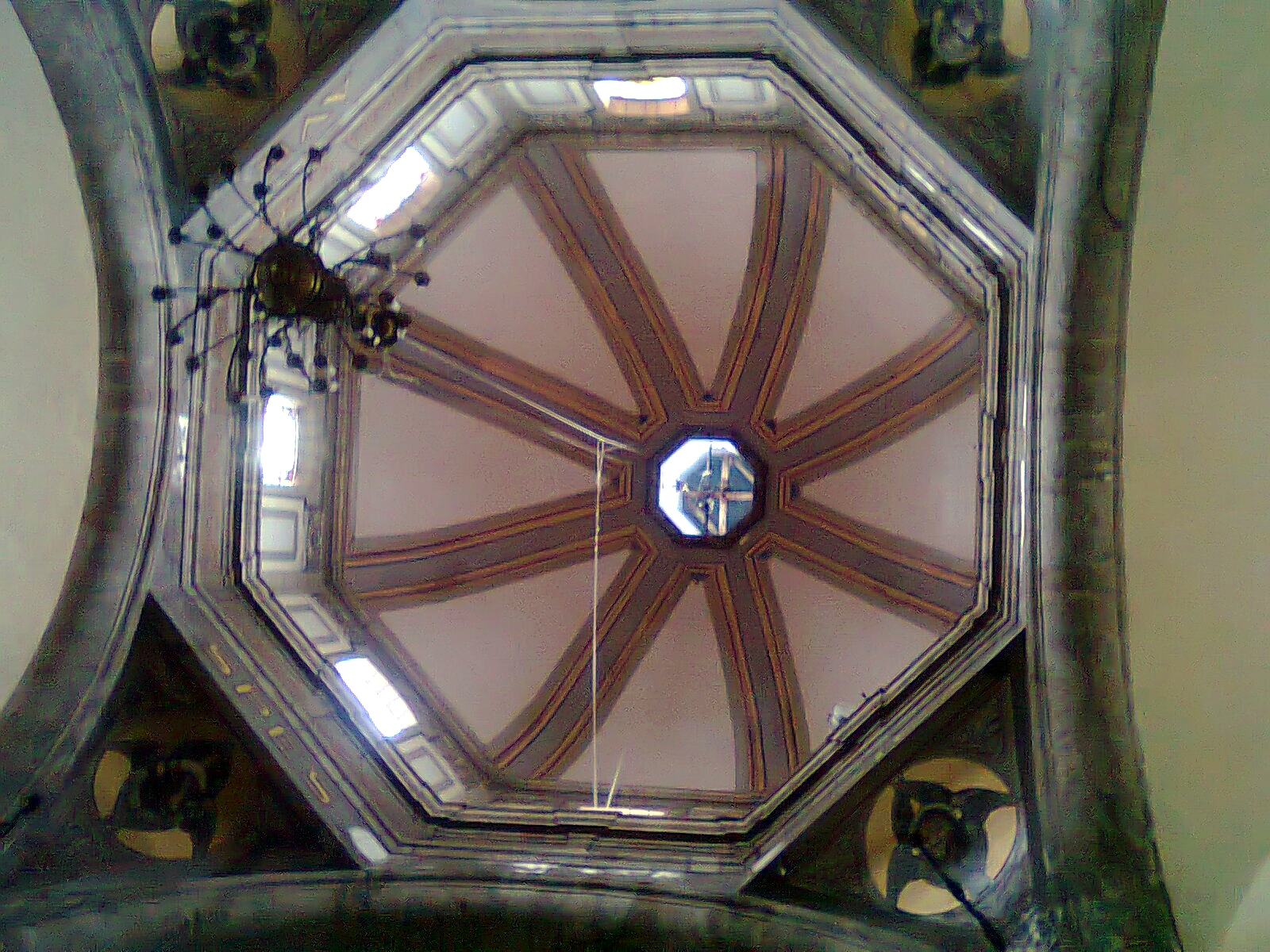
A kupola belülről